# St. Bartholomäus (Gundelsheim an der Altmühl)

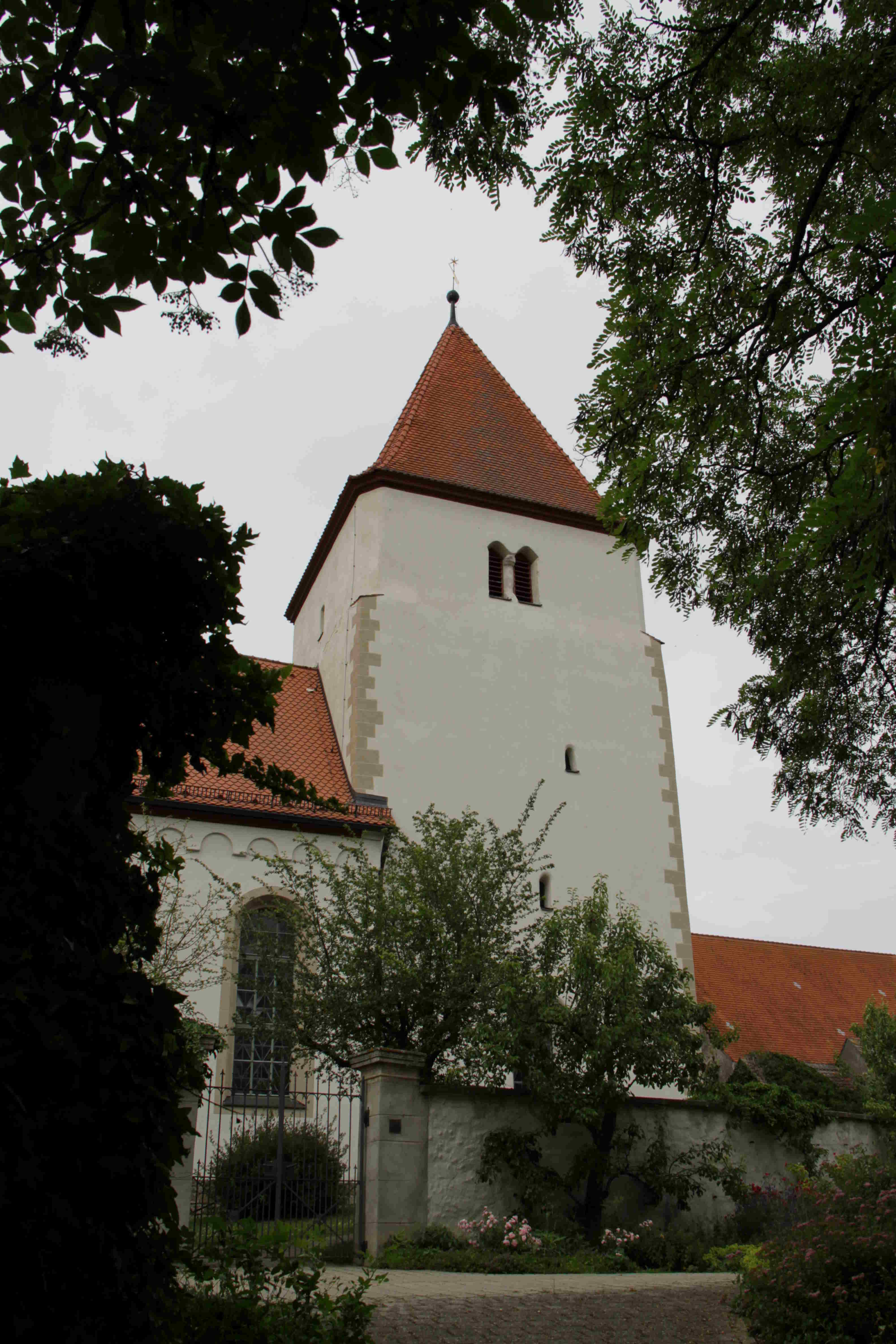
St. Bartholomäus (Gundelsheim an der Altmühl), Bild aufgenommen 2012

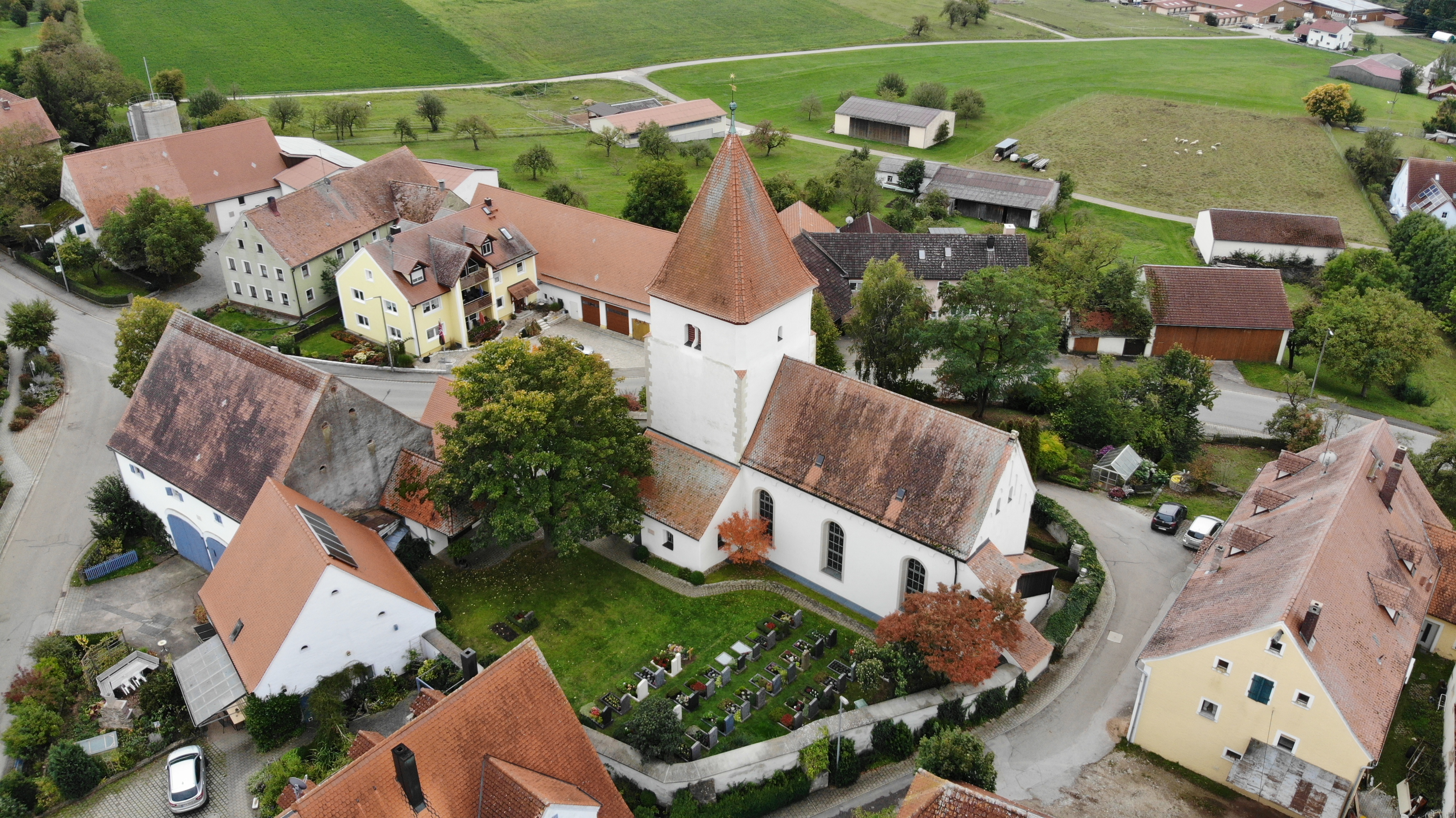
Luftbild der Kirche

Die evangelische, denkmalgeschützte Filialkirche St. Bartholomäus steht in Gundelsheim an der Altmühl, einem Gemeindeteil der bayerischen Gemeinde Theilenhofen im mittelfränkischen Landkreis Weißenburg-Gunzenhausen. Das Bauwerk ist unter der Denkmalnummer D-5-77-172-11 als Baudenkmal in der Bayerischen Denkmalliste eingetragen. Die mittelalterlichen und frühneuzeitlichen untertägigen Bestandteile der Kirche sind zusätzlich als Bodendenkmal (Nummer: D-5-6930-0274) eingetragen. Das Patrozinium der Kirche ist der Apostel Bartholomäus. Die Pfarrkirche gehört zur Kirchengemeinde Theilenhofen im Evangelisch-Lutherischen Dekanat Gunzenhausen im Kirchenkreis Ansbach-Würzburg der Evangelisch-Lutherischen Kirche in Bayern. Die Kirche mit der postalischen Adresse Kreisstraße 3 liegt im Ortskern Gundelsheim umgeben von weiteren denkmalgeschützten Bauwerken sowie vom Dorffriedhof am höchsten Punkt des Ortes auf dem Gelände des ehemaligen Burgstalls auf einer Höhe von 446 Metern über NHN.

## Beschreibung
Das oberste, leicht eingezogene Geschoss des mittelalterlichen, mit einem Pyramidendach bedeckten Chorturms der Chorturmkirche beherbergt hinter den als Biforien gestalteten Klangarkaden den Glockenstuhl. An den Chorturm wurde 1905/08 das neuromanische Langhaus nach Westen angefügt. Seinen drei Achsen entsprechend hat es Bogenfenster. Es ist mit einem Satteldach bedeckt und besitzt unterhalb der Dachtraufe einen Bogenfries. Der Giebel des Langhauses ist mit Blendarkaden versehen. Das Portal im Süden hat im Tympanon ein Relief mit Jesus Christus im Segensgestus. Die Sakristei unter einem Pultdach wurde an der Nordwand des Chorturms angebaut. Der Innenraum des Chors, d. h. das Erdgeschoss des Chorturms, ist mit einem Kreuzrippengewölbe überspannt. An der Nordwand des Chors steht ein Sakramentshaus aus dem späten 15. Jahrhundert.